# ニコラウス・フォン・フォルマン
ニコラウス・フォン・フォルマン（ドイツ語: Nikolaus von Vormann、1895年12月24日 - 1959年10月26日）は、ドイツの軍人、著作家。最終階級は装甲兵大将。

## 経歴
1895年12月24日、西プロイセンのノイマルクに生まれた。
第一次世界大戦の勃発を受け、1914年8月3日にプロイセン王国陸軍の第26歩兵連隊「フュルスト・レオポルト・フォン・アンハルト＝デッサウ」に志願兵として入隊した。1915年1月29日に士官委任状を受け、1917年には第7師団の指揮官職を担った。
第一次世界大戦終結後、フォルマンはフォン・オーフェン戦闘団、次いでマクデブルクの義勇兵連隊へ派遣された。ヴァイマル共和国軍が設立されるとそちらに引き継ぎ、数か月間第7射撃連隊で過ごしている。 1938年6月1日からは第10軍団の参謀に就いた。
第二次世界大戦勃発時、フォルマンは陸軍連絡将校として総統大本営に詰めていた。1939年10月1日からは第3軍団の参謀長に就いた。1940年5月7日まで同軍団の参謀長を務めた後、6月1日から第28軍団へ異動している。9月1日に大佐へ昇進。1941年6月22日、第28軍団は北方軍集団に組み込まれる形でバルバロッサ作戦の発動に従事した。軍団はレニングラードへ進軍していったが、彼は1942年2月26日に軍団から離脱している。
1942年12月26日、フォルマンは第23装甲師団の師団長に就いた。1943年1月1日に少将へ昇進。この師団はドン軍集団としてソヴィエト連邦との最前線に送り込まれた。スターリングラード攻防戦後のソヴィエト連邦による反攻の際にはドイツ防衛の要を担っている。同年夏、ミウス川付近で防衛戦を展開していた第23装甲師団は、赤軍の包囲を潜り抜けドニエプル川付近まで後退した。彼は10月25日まで師団長を務め、その間に中将へ昇進した。
1943年12月26日からは第47装甲軍団の軍団長に就いた。この軍団は東部戦線の南方に配置されたが、直後チェルカースィでの激闘に巻き込まれた。6月27日に装甲兵大将に昇進し、第9軍の総司令官に就任している。彼の指揮する第9軍は中央軍集団に組み込まれ、ソヴィエト連邦が発動したバグラチオン作戦での防衛に当たった。だが、軍の大半は既に包囲されていたため、彼は秋頃まで辛うじて動ける守備部隊の指揮のみを執っていた。10月5日、彼は南東部にある要塞の司令官へと異動。1945年5月4日からはアルプス国家要塞の司令官に据えられたが、これが彼にとって最後の軍務であった。終戦後は連合国軍に投降した。
戦後、フォルマンは自身の記憶を基に回顧録を綴った。とりわけ、総統大本営での勤務やポーランド戦に関する研究などは評価が高い。ポーランドに関する記述の中には、やや独創的なものやイデオロギーに満ちた表現が用いられていることもある。しかし、ポーランド戦におけるドイツ国防軍研究としては基準となるものである。これら著作の出版直後である1959年10月26日に死去。

## 叙勲
- 鉄十字章[1]
  - 二級鉄十字勲章1914年章
  - 一級鉄十字勲章1914年章
- ホーエンツォレルン家勲章[1]
- 戦傷章
  - 戦傷章1918年章金章[1]
- 国防軍勤続章
  - 四等から一等国防軍勤続章
- 鉄十字章略章
  - 二級鉄十字略章
  - 一級鉄十字略章
- ドイツ十字章
  - ドイツ十字章金章 (1942年3月12日)[2]
- 騎士鉄十字章
  - 騎士鉄十字章 (1943年8月22日)[2]

## 昇進履歴
- 士官候補生 - 1914年8月3日にプロイセン王国軍の歩兵連隊に志願
- 少尉 - 1915年1月29日に士官委任状取得
- 中尉 - 1926年2月1日
- 大尉 - 1930年10月1日
- 少佐 - 1935年6月1日
- 中佐 - 1938年8月1日
- 大佐 - 1940年9月1日
- 少将 - 1943年1月1日
- 中将 - 1943年7月1日
- 装甲兵大将 - 1944年6月27日